# Бозымов, Казыбай Караевич
Казыбай Караевич Бозымов(16.02.1949) — известный учёный в области животноводства, доктор сельскохозяйственных наук, профессор, педагог, общественный деятель, Академик Казахстанской национальной Академии естественных наук и академик международной академии информатизации, «Почетный работник образования Республики Казахстан».

## Биография
Родился 16 февраля 1949 года в станции Саксаульская, Аральского района, Кызылординской области. В 1976 году закончил с отличием Западно-Казахстанский сельскохозяйственный институт. В ноябре 1982 года в Сибирском научно исследовательском и проектно-технологическом институте животноводства(г. Новосибирск) защитил диссертацию на соискание ученой степени кандидата сельскохозяйственных наук, а в июне 1994 года на соискание ученой степени доктора
сельскохозяйственных наук. Трижды избран депутатом ЗКО Маслихата.

## Трудовая деятельность
• 1979—1981 — аспирант Всесоюзного научно-исследовательского института мясного животноводства.
• 1981—1987 — и. о. доцента кафедры частного животноводства, декан зооветеринарного факультета ЗКСХИ
• 1987—1990 — секретарь парткома ЗКСХИ
• 1990—1996 — проректор по учебной работе ЗКСХИ
• 1996—2000 годы — первый проректор Западно-Казахстанского аграрно-технического университета имени Жангир хана
• 2000—2002 — ректор Западно-Казахстанского инженерно-технологического университета
• 2002—2014 — ректор Западно-Казахстанского аграрно-технического университета имени Жангир хана
• С 2014 — советник ректора, профессор Западно-Казахстанского аграрно-технического университета имени Жангир хана
• С 2018 — председатель Совета ветеранов Западно-Казахстанского аграрно-технического университета имени Жангир хана

## Научная деятельность
Автор более 300 научных трудов, в том числе монографии: «Казахская белоголовая порода скота» и «Верблюдоводство», учебников: «Практикум по анатомии животных с основами цитологи, эмбриологии, гистологии» и
«Коневодство и верблюдоводство», рекомендаций, инструкций, посвященных проблемам селекции, повышения продуктивных и племенных качеств сельскохозяйственных животных. Изданы книги «Ерлікке тағзым» и «Система менеджмента качества в
образовании». Под его руководством защищены 7 кандидатских и 1 докторская диссертации.
ПАТЕНТЫ:
1. «Анкатинский» укрупненный тип казахской белоголовой породы крупного рогатого скота : патент
№ 277 2011/004.5 дата подачи 25.04.2011 //Промышленная собственность. Официальный бюллетень (изобретения, полезные модели и селекционные достижения). — 2013. — № 1 (1). — С. 52-54. (Соавт.: А. З. Зинуллин, Е. Г. Насамбаев, М. Г.
Зайнуллин, В. И. Коротычева, С. Н. Шушаков, Н. З. Хасенов, Н. М. Губашев, Б. Т. Тулебаев, М. С. Ахметов, Р. К. Абжанов, А. К. Смагулов, А. Б. Ахметалиева). Патентообладатель Республиканское государственное предприятие на праве хозяйственного ведения «ЗКАТУ имени Жангир хана» МОН РК. Новый «анкатинский» укрупненный
тип казахской белоголовой породы крупного рогатого скота отличается выраженными мясными формами телосложения, отличаются широким и глубоким туловищем, с хорошо развитой мускулатурой, относительно массивными окороками, мощной передней частью туловища с развитым подгрудком.
2. Западно-Казахстанский зональный тип казахской белоголовой породы крупного рогатого скота : патента на селекционное достижение № 110 заявка № 2009/008.5 / подача заявки 10.07.2009 Бюл. № 88. −2009. — 2 с. (Соавт.: Р. У. Бозымова, Б. Т. Тулебаев, Е. Г. Насамбаев, Н. М. Губашев, А. Б. Ахметалиева, Б. Е. Нсанбаев, М. К. Балкибаев, А. М. Зайнуллина).
3. Заводская линия животных казахской белоголовой породы крупного рогатого скота Майлан 13851 :патент на селекционное достижение № 109 заявка № 2009/007.5 / подача заявки 10.07.2009 Бюл. № 8. −2009. — 2 с. (Соавт.: Е. Г. Насамбаев, Б. Т. Тулебаев,Н. М. Губашев, А. Б. Ахметалиева, М. Г. Зайнуллин,А. М. Зайнуллина, С. Н. Шушаков, М. С. Ахметов).
4. Заводская линия животных казахской белоголовой породы крупного рогатого скота Коппертон 150 к: патент на селекционное достижение № 111 заявка № 2009/009.5 / подача заявки 10.07.2009 Бюл. № 88. −2009. — 2 с. (Соавт.: Р. У. Бозымова, Б. Т. Тулебаев, Е. Г. Насамбаев, Н. М. Губашев, А. Б. Ахметалиева, Б. Е. Нсанбаев, Е. И. Туралиев, М. К. Балкибаев, А. С. Иргалиев).
5. «Шагатайский» заводской тип комолых животных казахской белоголовой породы крупного рогатого скота : патент № 2011/003.5 дата подачи 25.04.2011.// Промышленная собственность. Официальный бюллетень (изобретения, полезные модели и селекционные достижения). — 2013. — № 1 (1). — С. 49-51. (Соавт.: А. З. Зинуллин, Е. Г. Насамбаев, Н. Б. Корина, М. К. Балкибаев, Б. Е. Нысанбаев, А. С. Иргалиев, Н. М. Губашев, Б. Т. Тулебаев, Р. К. Абжанов, Е. И. Туралиев, А. К. Смагулов, А. Б. Ахметалиева).

## Награды и звания
1. Доктор сельскохозяйственных наук (1994)
2. Профессор (1996)
3. Академик Казахстанской национальной Академии естественных наук и академик международной академии информатизации.
4. Академик Национальной инженерной академии РК
5. Почетная Грамота Верховного Совета Казахской ССР
6. Медаль «10 лет независимости Республики Казахстан» (2001)
7. «Почетный работник образования Республики Казахстан» (2002)
8. Нагрудный знак «За заслуги в развитии науки Республики Казахстан» (2003)
9. Орден «Курмет» (2006)
10. Нагрудный знак «За активную работу» НДП «Нұр Отан» (2010)
11. Медаль «20 лет Независимости Республики Казахстан» (2011)
12. Нагрудный знак им. Ы. Алтынсарина